# Hassan Pakravan

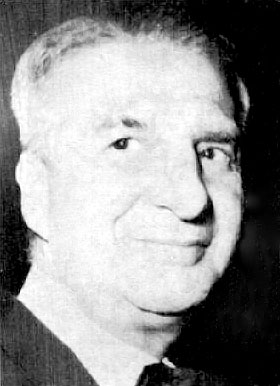
General Hassan Pakravan

Hassan Pakravan (persisch حسن پاکروان; * 4. August 1911; † 11. April 1979) war ein iranischer General, Geheimdienstchef des SAVAK von 1961 bis 1965 und iranischer Botschafter in Pakistan und Frankreich. Hassan Pakravan war mit der Ärztin Fatemeh Farifteh verheiratet. Aus der Ehe gingen vier Kinder hervor.

## Leben
Hassan Pakravan wurde am 4. August 1911 in Teheran geboren. Seine Mutter Emineh war die Tochter eines persischen Aristokraten, der mit einer Österreicherin verheiratet war. Sein Vater Fatholak Khan, ein Diplomat, entstammte ebenfalls aus einer prominenten iranischen Familie. Da sein Vater als Diplomat im iranischen Konsulat in Alexandria (Ägypten) beschäftigt war, ging Hassan zunächst auf das französische Gymnasium in Alexandria. 1923 ließen sich die Eltern scheiden. Emineh zog mit ihren beiden Kindern nach Belgien. Hassan machte sein Abitur in Belgien und studierte anschließend an der Universität Lüttich Ingenieurwesen. Nach dem Studium ging Hassan Pakravan nach Frankreich, wo er eine militärische Ausbildung an der École Des Caissons d’Artillerie in Fontainebleau absolvierte.

## Militär, Geheimdienst und Politik
1933 kehrte Hassan Pakravan in den Iran zurück und übernahm eine Lehrtätigkeit an der Militärakademie. Wenig später folgten ihm seine Mutter und seine Schwester nach Teheran.
Von 1949 bis 1951 war Pakravan Militärattaché in Pakistan. Zurück im Iran wurde Hassan Pakravan Chef des Armeegeheimdienstes G2 (Rokne do), benannt nach dem Vorbild des französischen Deuxième Bureau. Der Geheimdienst G2, bekannt für sein hartes Vorgehen gegen die Opposition, war die Vorgängerorganisation des 1957 gegründeten SAVAK. Die Amtszeit Pakravans fiel mit der Regierungszeit Premierministers Mossadegh zusammen, und es war General Pakravan, der Mohammad Reza Pahlavi über alle Vorgänge in der Opposition, insbesondere in der kommunistischen Tudeh-Partei informierte.
Auf dem Höhepunkt der Auseinandersetzungen zwischen dem Schah und Mossadegh bat Hassan Pakravan 1953 als Chef des G2 abgelöst zu werden. Er ging als stellvertretender Militärattaché nach Frankreich und später als Militärattaché nach Indien. Pakravan erklärte später, dass er aus Respekt vor der Verfassung sich nicht in den Putsch gegen Mossadegh hineinziehen lassen wollte, und deshalb nach Frankreich gegangen sei.
1957 wurde er in den Iran zurückbeordert. Amerikanische und britische Militärberater waren in Teheran eingetroffen und unterstützen das iranische Militär beim Aufbau eines neuen Geheimdienstes. General Teymur Bachtiar wurde als Leiter des neuen Geheimdienstes SAVAK (Saseman Amniat va Etelaat Keschwar, Organisation zur Information und zum Schutz des Landes) eingesetzt und General Hassan Pakravan wurde sein Stellvertreter. 1961, nach der Entlassung von Teymur Bachtiar wurde er dessen Nachfolger als Chef des Geheimdienstes. In den USA war John F. Kennedy zum Präsidenten gewählt worden, und Mohammad Reza Schah wollte eine politische Öffnung des Iran erreichen. Aus diesem Grund schien Hassan Pakravan der richtige Mann für diesen Posten zu sein.
Eine seiner ersten Entscheidungen war es, bei Verhören jede Art von Folter zu unterlassen. Darüber hinaus änderte Hassan Pakravan die Arbeitsweise des SAVAK vollständig. Es war Hassan Pakravan, der dafür eintrat, dass Khomeini nach seiner Verhaftung und Verurteilung im Zusammenhang mit den gewalttätigen Juni-Demonstrationen 1963 nicht exekutiert wurde, sondern 1964 aus dem Gefängnis freigelassen und ins Exil in die Türkei und später in den Irak abgeschoben wurde. Hassan Pakravan erklärte dem Schah, dass man der Geistlichkeit mehr Zeit geben müsse, sich an die Reformen der Weißen Revolution zu gewöhnen, und dass es besser sei, Chomeini aus der Haft zu entlassen, statt mit der Exekution aus dem zum Tode Verurteilten einen Märtyrer zu machen. In der Haft gab Chomeini Hassan Pakravan angeblich das Versprechen, sich in Zukunft aus der Politik herauszuhalten, dabei hatte Chomeini lediglich gesagt: „Wir mischen uns niemals in Politik ein, so wie Sie sie definieren.“ Diese Aussage ließ ausreichend Spielraum für Interpretationen. Dass Chomeini nicht daran dachte, sich aus der Politik herauszuhalten, sollte sich bald zeigen.

Am 22. Januar 1965, wenige Tage vor dem Jahrestag der Weißen Revolution, dem Reformprogramm von Mohammad Reza Schah, das 1963 zu den von der Geistlichkeit organisierten gewalttätigen Demonstrationen geführt hatte, wurde Premierminister Hassan Ali Mansour von einem Mitglied der Fedajin-e Islam erschossen. Mansour soll von einem im geheimen tagenden islamischen Gericht von Morteza Motahhari und Mohammad Beheschti zum Tode verurteilt worden sein, nachdem Chomeini des Landes verwiesen und ins Exil in den Irak gesandt worden war. Der Attentäter, Mohammad Bokharai, und seine Komplizen Morteza Niknejad, Ali Andarzgu und Reza Saffar Harandi wurden verhaftet, zum Tode verurteilt und exekutiert. Der spätere Präsident der Islamischen Republik Iran Akbar Hāschemi Rafsandschāni gab nach der Islamischen Revolution zu, dass er zusammen mit anderen den Auftrag zur Ermordung Mansour gegeben hatte. Er habe die Pistole besorgt, die bei der Ermordung Mansour verwendet worden war. Zum Beweis legte er die Pistole vor, die er als persönliches Erinnerungsstück an sich genommen hatte. Asadollah Badamchian erklärte zu dem Attentat auf Mansour und auf Mohammad Reza Schah am 10. April 1965:

„Im Falle der revolutionären Attentate auf den Schah oder Mansour erfragten wir erst das Urteil der Ulama. Beim Imam (Chomeini) wurde angefragt, bevor er ins Exil gesandt wurde, aber er erklärte, dass jetzt die Zeit noch nicht reif sei. Er hatte Ajatollah Beheschti und Motahhari damit beauftragt, in seiner Abwesenheit für ihn zu sprechen. Bei Ihnen wurde angefragt, und sie bestätigten das Urteil.“

Nach der Ermordung Premierminister Mansours war klar geworden, dass die Vorstellung Hassan Pakravans, den SAVAK nach den Grundsätzen liberaler Rechtsstaatlichkeit zu führen, gescheitert war. General Nematollah Nassiri wurde neuer Chef des SAVAK. Die Ablösung Pakravans, so Gérard de Villiers, bedeutete die Ablösung eines gebildeten Intellektuellen durch einen Mann mit Schneid. General Nassiri machte dann aus dem SAVAK die Organisation der Unterdrückung, wie sie in vielen Berichten der Opposition beschrieben wurde.
Hassan Pakravan wurde zunächst Informationsminister und von 1966 bis 1973 Botschafter in Pakistan und Frankreich. Nach Erreichen des Rentenalters wollte Hassan Pakravan in Paris bleiben und dort mit seiner Familie das geruhsame Leben eines Pensionärs führen. Doch er ging in den Iran zurück, um ab 1974 als Senior-Ratgeber am Hofministerium zu dienen. Als sich abzeichnete, dass die konstitutionelle Monarchie im Iran in politische Schwierigkeiten kam, gehörte Hassan Pakravan mit zu den engsten Ratgebern des Schahs. Als der Schah im Januar 1979 den Iran verließ, blieb Hassan Pakravan in Teheran, und sorgte dafür, dass die Hofbeamten weiter bezahlt wurden und „der Betrieb so lange wie möglich weiterlief“.
Nach der Rückkehr Chomeinis in den Iran am 1. Februar 1979 sollte es nur bis zum 16. Februar 1979 dauern, bis Hassan Pakravan verhaftet wurde. Bei den Verhören muss Hassan Pakravan Richter Sadegh Chalchali ziemlich beeindruckt haben. Jedenfalls machte Chalchali, der für seine Brutalität bekannt war, der Familie von Hassan Pakravan Hoffnungen, dass Pakravan bald freikommen würde. Auch Hassan Pakravan war sich sicher, dass Chomeini ihn nicht hinrichten lassen würde, da er es ja war, der Chomeini nach seiner Verurteilung 1964 vor dem Exekutionskommando gerettet hatte. Am 11. April 1979 wurde General Hassan Pakravan um 2 Uhr morgens durch Erschießen hingerichtet. Ein Foto des getöteten Hassan Pakravan wurde in der Tageszeitung Keyhan mit der Bildunterschrift veröffentlicht: „Der Schlächter, an dessen Händen das Blut tausender Iraner haftet.“

## Verhältnis zu Ruhollah Chomeini
Die Entscheidung, Chomeini freizulassen, wurde auf Anraten von Hassan Pakravan vom Schah selbst gefällt. Da man das Todesurteil aus rechtlichen Gründen nicht einfach in eine Freilassung, sondern höchstens in eine lange Gefängnisstrafe umwandeln konnte, schlug Hassan Pakravan, wie Fatemeh Pakravan 1998 in ihren Memoiren angab, dem damaligen Großajatollah Mohammad Kazem Schariatmadari vor, Chomeini kurzerhand zum Mardscha resp. Ajatollah zu erklären und ihn damit vor der drohenden Hinrichtung zu bewahren. Ein Ajatollah durfte laut Verfassung nicht zum Tode verurteilt werden. Üblicherweise geht der Ernennung zum Ajatollah eine langjährige Lehr- und Veröffentlichungstätigkeit voraus. Und da Chomeini die nicht nachweisen konnte, war es zunächst fraglich, ob er überhaupt die Qualifikation für die Ernennung zum Ajatollah hätte nachweisen können. Doch solch akademische Überlegungen wurden in diesem Fall der Staatsräson geopfert. Chomeini wurde zum Ajatollah ernannt, das Todesurteil wurde vom Gericht aufgehoben, und Chomeini wurde aus dem Gefängnis freigelassen und 1964 ins Ausland abgeschoben.